# Stigmella plagicolella
Stigmella plagicolella là một loài bướm đêm thuộc họ Nepticulidae. Nó được tìm thấy ở khắp châu Âu (ngoại trừ Iceland và Na Uy) và Cận Đông.

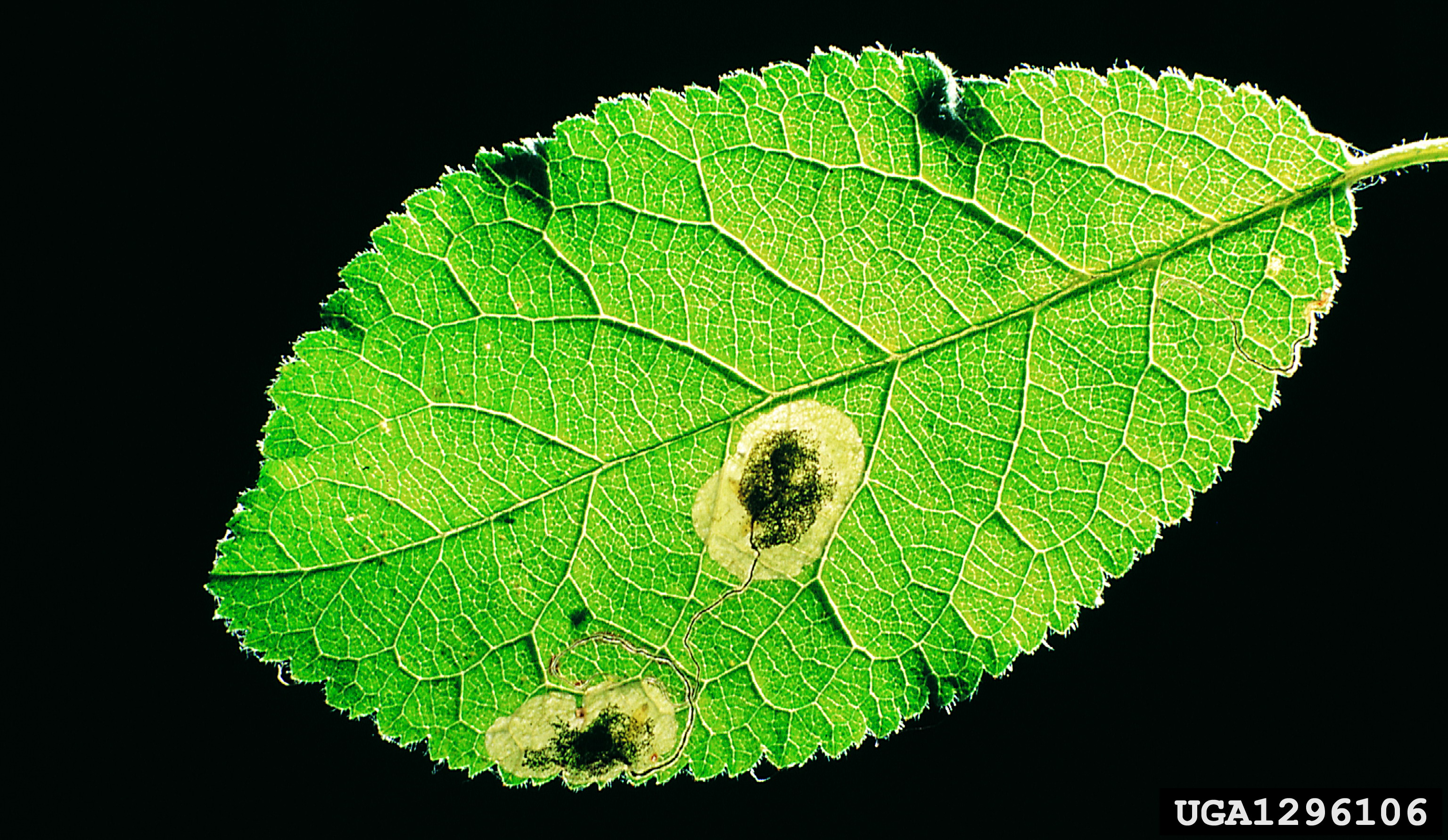
Stigmella plagicolella mine

Sải cánh dài 4–5 mm. Con trưởng thành bay từ tháng 5 đến tháng 6 và một lần nữa vào tháng 8.
Ấu trùng ăn Malus domestica, Prunus armeniaca, Prunus avium, Prunus cerasifera, Prunus cerasifera var. pissardii, Prunus domestica, Prunus domestica insititia, Prunus mahaleb, Prunus mume, Prunus spinosa, Prunus subcordata và Prunus triloba. Chúng ăn lá nơi chúng làm tổ. 